# روبرت هاموند (لاعب كرة قدم)
روبرت هاموند (بالإنجليزية: Robert Hammond)‏ هو لاعب كرة قدم غاني، ولد في عقد 1950 في غانا، وتوفي في 30 مايو 2017 في الولايات المتحدة. لعب مع نادي هارتس أوف أوك.